# Bosgård, Rudu och Gissebo
Bosgård, Rudu och Gissebo – miejscowość (tätort) w Szwecji, w regionie administracyjnym (län) Jönköping, w gminie Jönköping.
Według danych Szwedzkiego Urzędu Statystycznego liczba ludności wyniosła: 204 (31 grudnia 2015), 232 (31 grudnia 2018) i 231 (31 grudnia 2019).